# Río Ivalo
El río Ivalo o Ivalojoki (en finés: Ivalojoki;  en sami septentrional Avviljohka y en sami inari, Avveeljuuhâ ) es un río de Fnlandia de 180 km de largo que fluye a través de la parte norte de la Laponia finlandesa hacia el lago Inari.
El río Ivalo comienza en Korsa fjelds cruzando la frontera entre los municipios de Inari y Enontekiö. Las primeras corrientes que se separan de él pueden encontrarse en los pantanos de Peltotunturi, cerca de la frontera con  Noruega, a lo largo de la frontera occidental del Parque Nacional de Lemmenjoki. El río fluye al lago Inari desde un delta de 5 km de largo aproximadamente 10 km desde el pueblo del mismo nombre, que se encuentra en ambas orillas de su curso lleno de meandros y estrecho. Los ríos Repo, Tolos, Sota  y el Kylä, los dos últimos de los cuales son conocidos por el oro que se encontró en ellos, son algunos de los afluentes del Ivalojoki.
Durante casi toda su longitud, el Ivalo fluye a través de zonas vírgenes. Cerca de su fuente, el río hace meandros conforme una estrecha corriente a través de los pantanos más meridionales del Parque Nacional de Lemmenjoki. A medio camino de su longitud, el parque nacional se convierte en la Zona salvaje Hammastunturi, que cruza casi todo el camino hasta llegar a la pequeña localidad de Ivalo.

## Río de oro
El río Ivalo ha recibido el sobrenombre de "río de oro". Durante la fiebre del oro finlandesa en Laponia de finales del siglo XIX, se construyeron lugares como Kultala. La película Lapin kullan kimallus del director Åke Lindman retrata ese momento de la fiebre del oro. Cientos de derechos de oro, que difieren grandemente en tamaño, aún están marcados con estacas a lo largo de las orillas del río y sus afluentes.

## Turismo
El río Ivalo sigue ganando popularidad como atracción turística año tras año. En 2005, fue llamado Destino del Año en la feria «Retki 2005». Una tramo de 60 km de largo de rápidos, desde Kuttura a Tolonen, es un destino tradicional para la práctica de las canoas. Últimamente, se ha convertido en popular con los rafters de rápidos, igualmente. Los turistas pueden alquilar en zonas donde el oro era y aun está siendo explotado siguiendo los senderos marcados. Un puente colgante cruza el río Ivalo en Kultala.
Los pescadores pueden intentar pescar truchas y tímalos. Con suerte, podrían incluso capturar un lucio o un farra. Los afluentes del río están repletos de truchas, que van de 20 a 25 cm de longitud.